# Guillermo Yávar
Guillermo Yávar Romo (* 26. März 1943 in Santiago de Chile) ist ein ehemaliger chilenischer Fußballspieler.

## Karriere

### Verein
Der im Mittelfeld und Sturm eingesetzte „Yemo“ begann seine Karriere beim Hauptstadtklub CD Magallanes und spielte für neun chilenische Vereine, darunter auch beim Topklub Universidad de Chile. Der 1,68 m große Yávar wurde zweimal mit La U chilenischer Meister (1967 und 1969) und 1973 mit Unión Española. Nach seiner Karriere als Profi war er noch von 1983 bis 2002 als Trainer aktiv.

### Nationalmannschaft
Am 14. Oktober 1964 gab Yávar sein Länderspieldebüt für Chile in der Copa Carlos Dittborn 1964 gegen Argentinien. Bei der Fußball-Weltmeisterschaft 1966 kam der Stürmer bei der 1:2-Niederlage im dritten Gruppenspiel gegen die Sowjetunion zum Einsatz. Chile schied mit einem Punkt als Gruppenletzter aus. Für die Fußball-Weltmeisterschaft 1970 konnte sich Chile nicht qualifizieren, nachdem es in der Qualifikation hinter Uruguay auf dem zweiten Platz in der Gruppe C landete. Yávar spielte in drei der vier Qualifikationsspiele. In der Qualifikation für die Fußball-Weltmeisterschaft 1974 spielte Yávar nicht, wurde aber von Nationaltrainer Luis Álamos für das Turnier nominiert und wurde bei den beiden Unentschieden gegen die DDR und gegen Australien jeweils eingewechselt. Das 0:0 gegen Australien war zugleich sein letztes Länderspiel. Insgesamt erzielte der Stürmer 2 Tore in 26 Partien für Chile.

## Erfolge
CF Universidad de Chile
- Chilenischer Meister: 1967, 1969

Unión Española
- Chilenischer Meister: 1973
- Torschützenkönig der Primera División: 1973

CD Universidad Católica
- Meister der 2. Liga Chiles: 1975